# Lingotto
Fiat Lingotto är en före detta bilfabrik som Fiat uppförde i stadsdelen Lingotto i Turin med början 1916. 
Fabriksbyggnaden invigdes 1923 och här tillverkades Fiatmodeller som Topolino och Nuova 500. Byggnaden har även en testbana på taket.
Med tiden blev Lingottofabriken omodern och biltillverkningen upphörde 1982. Byggnaderna inrymmer idag bland annat ett köpcentrum och ett konstmuseum. På området har man även uppfört en konferensanläggning.

## Bildgalleri

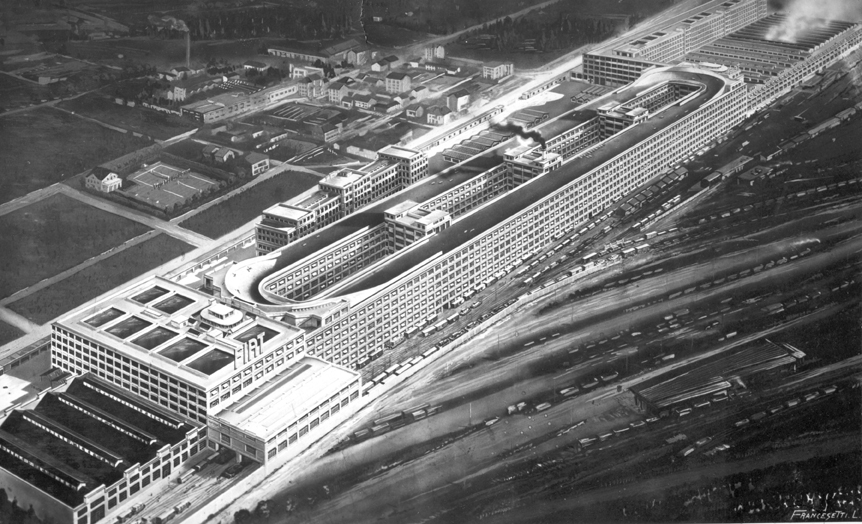
Fabrikskomplexet 1928.
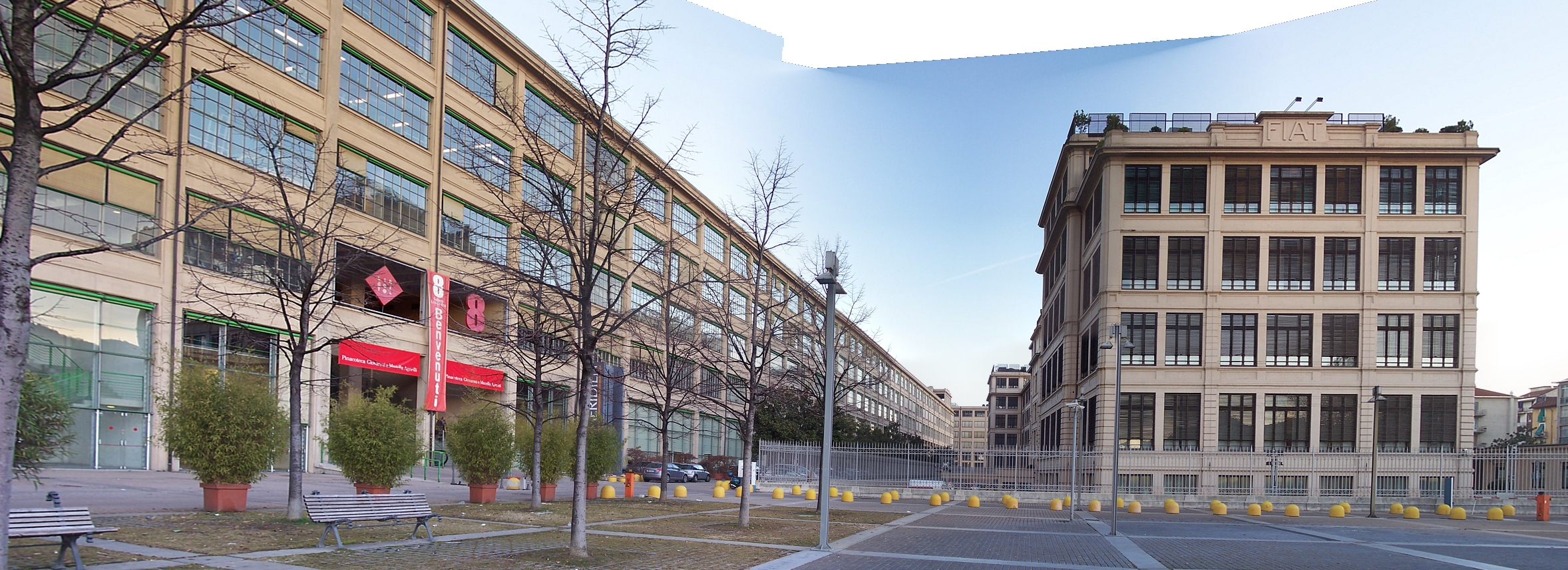
Exteriör 2008.
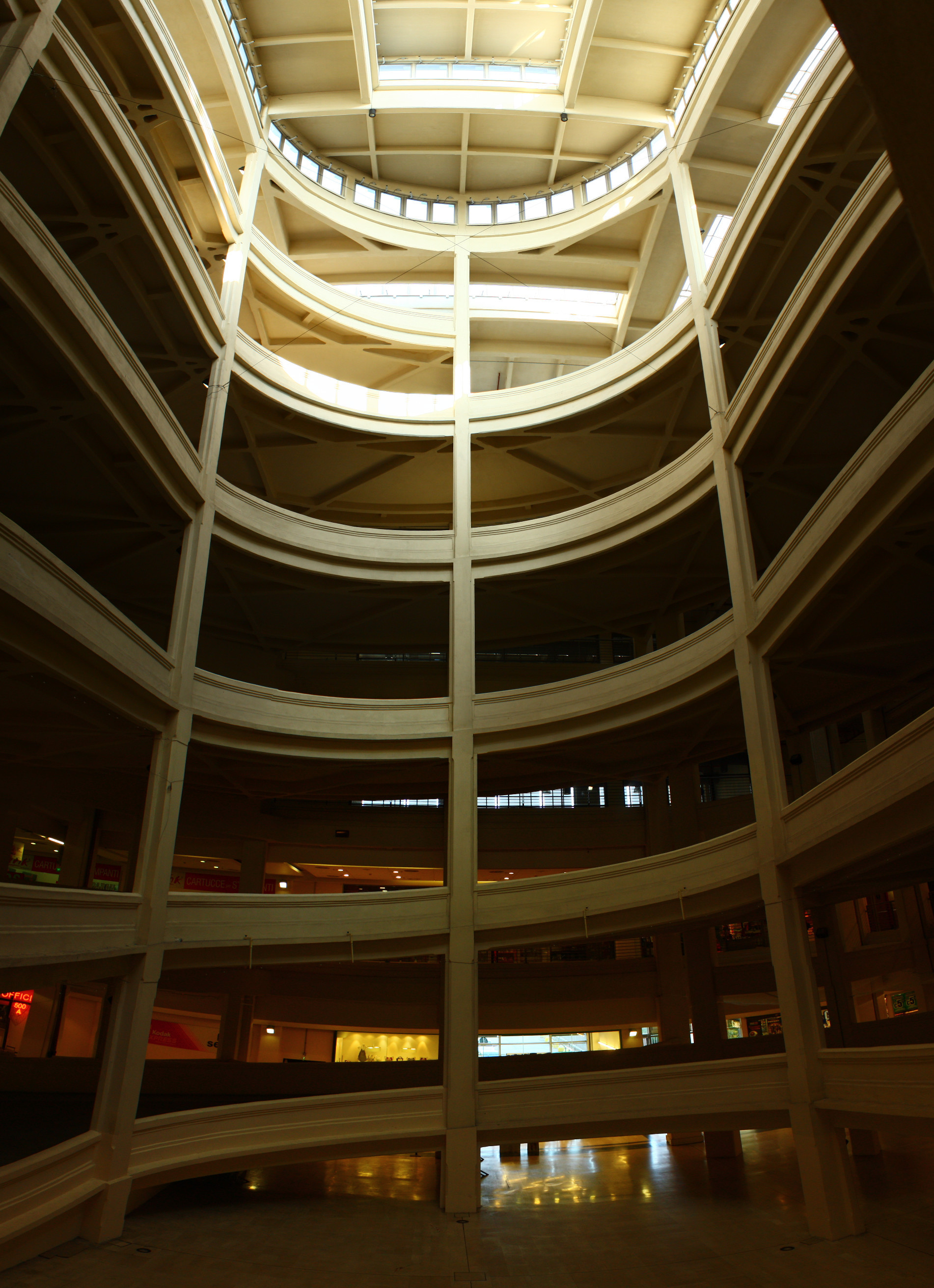
Ramp mellan våningarna.
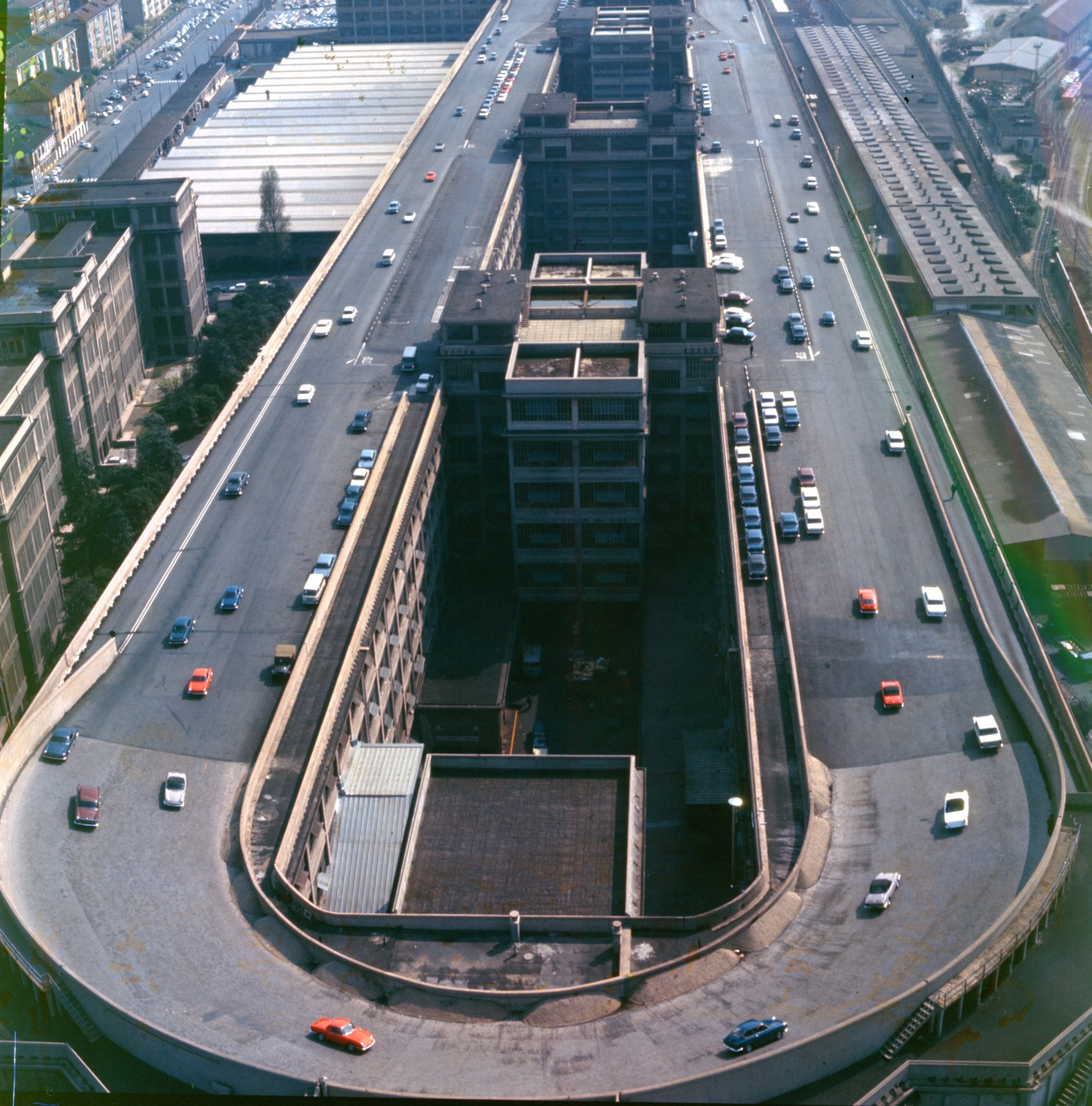
Testbanan anlagd på fabrikstaket.